# アルベルト・レシュホルン
カール・アルベルト・レシュホルン（Carl Albert Löschhorn (Loeschhorn), 1819年6月27日 - 1905年6月4日）は、ドイツの音楽教育家、作曲家、ピアニスト。レッシュホルンとも表記される。またロシア語表記（Лешгорн）からの翻字でレシュゴルン（Leshgorn）と表記されることもある。

## 生涯
ムツィオ・クレメンティの弟子であるルートヴィヒ・ベルガーの指導を受けたが、1839年にベルガーが亡くなるとベルリンの王立教会音楽学校でエドゥアルト・グレルとアウグスト・ヴィルヘルム・バッハに作曲を、ルドルフ・キリチギーにピアノを師事した。キリチギーが1851年に亡くなると後任として同校のピアノ教師に、1859年に教授となった。弟子にはグスタフ・ランゲ、エドワード・フィッシャーがいる。
今日ではピアノの練習曲と発表会用の小品で知られる。

## 主要作品
ピアノ練習曲
- Studies for the Piano for Beginners, Op. 65
- Studies for the Piano for the Intermediate Degree, Op. 66（再編成版：音楽之友社 『レッシュホルン練習曲集』  ISBN 4276411106）
- Studies for the Pianoforte for Development of Technique and Expression, Op. 67